# Szlak Gotycki

Brązowo-biała tablica informacyjna

Szlak Gotycki – trasa turystyczna na Słowacji. Ma długość 276 km i prowadzi przez 9 miast i 24 wsie. Zabytki są oznaczone brązowo-białymi tablicami orientacyjnymi z piktogramem w kształcie gotyckiego sklepienia.

## Historia
Pomysł stworzenia szlaku powstał w 1996 roku. Pierwszy odcinek spisko-gemerski uruchomiono w 1998, a kolejne w 2000 roku. 270 tablic ustawiono na trasie prowadzącej przez 9 miast i 24 wsie. Na brązowo-białych tablicach umieszczono piktogramy w kształcie gotyckiego sklepienia.

## Stowarzyszenie Szlaku Gotyckiego
11 listopada 2007 roku powstało Združenie Gotická Cesta (Stowarzyszenie Szlaku Gotyckiego), które zostało zarejestrowane w styczniu 2008 roku. Skupia ono, oprócz założycieli, profesjonalistów zajmujących się ochroną i restauracją dziedzictwa kulturowego, przedstawicieli gmin w których znajdują się zabytki Szlaku oraz przedstawicieli Kościoła ewangelickiego i rzymskokatolickiego, którzy jako właściciele zabytków wyraziły chęć pracy w stowarzyszeniu. Stowarzyszenie działała na rzecz ochrony zabytków kultury znajdujących się na szlaku turystycznym szlaku. Zbiera fundusze na remonty z 2% podatku dochodowego od osób fizycznych, organizuje konferencje i akcje popularyzujące wiedzę o zabytkach szlaku.
Szlak został podzielony na cztery odcinki:
Odcinek spisko-gemerski
- Lewocza: bazylika św. Jakuba, Ratusz
- Dravce: gotycki kamienny most, kościół rzymskokatolicki św. Elżbiety Węgierskiej
- Spišský Štvrtok: kościół św. Władysława i kaplica rodu Zapolya
- Nowa Wieś Spiska: kościół Wniebowzięcia Marii Panny z najwyższą wieżą na Słowacji[9]
- Markušovce: pałac i rokokowy zameczek Dardanely pełniący funkcję muzeum[10]
- Dobszyna: kościół ewangelicki, możliwość zwiedzenia Dobszyńskiej Jaskini Lodowej
- Stratená: kościół św. Augustyna
- Muráň: ruiny zamku Murań
- Revúca: kościół św. Wawrzyńca
- Chyžné: kościół Zwiastowania NMP
- Štítnik: kościół ewangelicki
- Ochtyna: kościół ewangelicki, możliwość zwiedzania Ochtyńskiej jaskini Aragonitowej
- Koceľovce: kościół ewangelicki
- Betliar: Pałac Andrássych z muzeum i parkiem
- Rożniawa: katedra Wniebowzięcia Marii Panny, kościół ewangelicki, Wieża strażnicza
- Krásnohorské Podhradie: Krásna Horka: Galeria rodziny Andrássy i Mauzoleum rodziny Andrássy[11]
- Smolnik: kościół św. Katarzyny
- Gelnica: kościół Wniebowzięcia NMP, Muzeum Górnictwa
- Krompachy: kościół św. Jana Ewangelisty.
- Spiskie Włochy: kościół św. Jana Chrzciciela
- Žehra: kościół św. Ducha
- Spiskie Podgrodzie: Zamek Spiski, kościół Narodzenia Najświętszej Marii Panny
- Spiska Kapituła: katedra św. Marcina
- Spišský Hrhov: neobarokowy dwór[12]

Odcinek spisko-tatrzański
- Wierzbów: kościół św. Serwacego
- Lubica: kościół Wniebowzięcia Marii Panny
- Kieżmark: kościół Trójcy Świętej, kościół św. Krzyża, Zamek w Kieżmarku
- Wielka Łomnica: kościół św. Katarzyny Aleksandryjskiej
- Poprad: kościół św. Idziego, Muzeum Podtatrzańskie
- Spiska Sobota: kościół św. Jerzego
- Maciejowice: kościół św. Stefana Króla

Odcinek spisko-pieniński
- Strážky: Galeria dworska, kościół św. Anny
- Biała Spiska: kościół św. Antoniego Anachorety
- Słowiańska Wieś: kościół Oczyszczenia Marii Panny
- Stara Wieś Spiska: kościół Wniebowzięcia Marii Panny
- Czerwony Klasztor: Czerwony Klasztor
- Lubowla: Zamek Lubowelski-muzeum, kościół św. Mikołaja
- Granastów: kościół NMP
- Podolinec: kościół Wniebowzięcia Marii Panny; kościół i klasztor pijarów

Odcinek gemersko-rimawski
- Tisovec: kościół ewangelicki
- Rimavské Brezovo: kościół ewangelicki
- Kyjatice: kościół ewangelicki
- Kraskovo: kościół ewangelicki
- Rimavská Baňa: kościół ewangelicki
- Rymawska Sobota: Gemersko-malohontské muzeum
- Číž: architektura uzdrowiskowa[13]
- Žíp: kościół ewangelicki[14]